# Stockwell (stanice metra v Londýně)
Stockwell je stanice londýnského metra, otevřená roku 1890. V této stanici byl zabit 22. července 2005 brazilský elektrikář žijící v Londýně Jean Charles de Menezes. Nachází se na dvou linkách :
- Victoria Line (mezi Brixton a Vauxhall)
- Northern Line (mezi Clapham North a Oval)

| Rok  | Počet cestujících |
| ---- | ----------------- |
| 2011 | 8,33 mil          |
| 2012 | 8,87 mil          |
| 2013 | 9,42 mil          |
| 2014 | 10,52 mil         |